# Prowizja
Prowizja – forma wynagrodzenia podmiotu z tytułu dokonanej czynności prawnej. Może być wynagrodzeniem za pośrednictwo w zawieraniu danej umowy na polecenie lub w imieniu podmiotu zlecającego (np. osoby fizycznej lub prawnej) albo też wynagrodzeniem tegoż podmiotu za świadczone przez niego operacje i usługi.
Prowizja często ustalana jest jako odsetek wartości transakcji, usługi, naprawy, lub produktu i pobierana jednorazowo.
Z prowizjami mamy najczęściej do czynienia w przypadku czynności bankowych. Prowizje pobierane są przez banki zgodnie z art. 110 prawa bankowego: Bank może pobierać przewidziane w umowie prowizje i opłaty z tytułu wykonywanych czynności bankowych oraz opłaty za wykonywanie innych czynności, w tym także opłaty za przygotowanie, sporządzenie i przekazanie informacji stanowiących tajemnicę bankową uprawnionym przez ustawę osobom, organom i instytucjom […].
Prowizje pobierane są za usługi wykonywane na rzecz klientów, przy każdej operacji lub zbiorczo po danym okresie rozliczeniowym. Ich wysokość podawana jest do ogólnej informacji w tabelach opłat i prowizji, które znajdują się w siedzibach i na stronach internetowych banków. Tabele mogą zawierać również taryfy określające górną i dolną granicę stawek prowizji.
Wysokość opłat i prowizji wpływa na koszt wszystkich usług bankowych ponoszonych przez klientów, np. na rzeczywistą roczną stopę oprocentowania (RRSO).